# Ropica bisbilineata
Ropica bisbilineata är en skalbaggsart som först beskrevs av Maurice Pic 1926.  Ropica bisbilineata ingår i släktet Ropica och familjen långhorningar. Inga underarter finns listade i Catalogue of Life.